# Miriam Dahlke

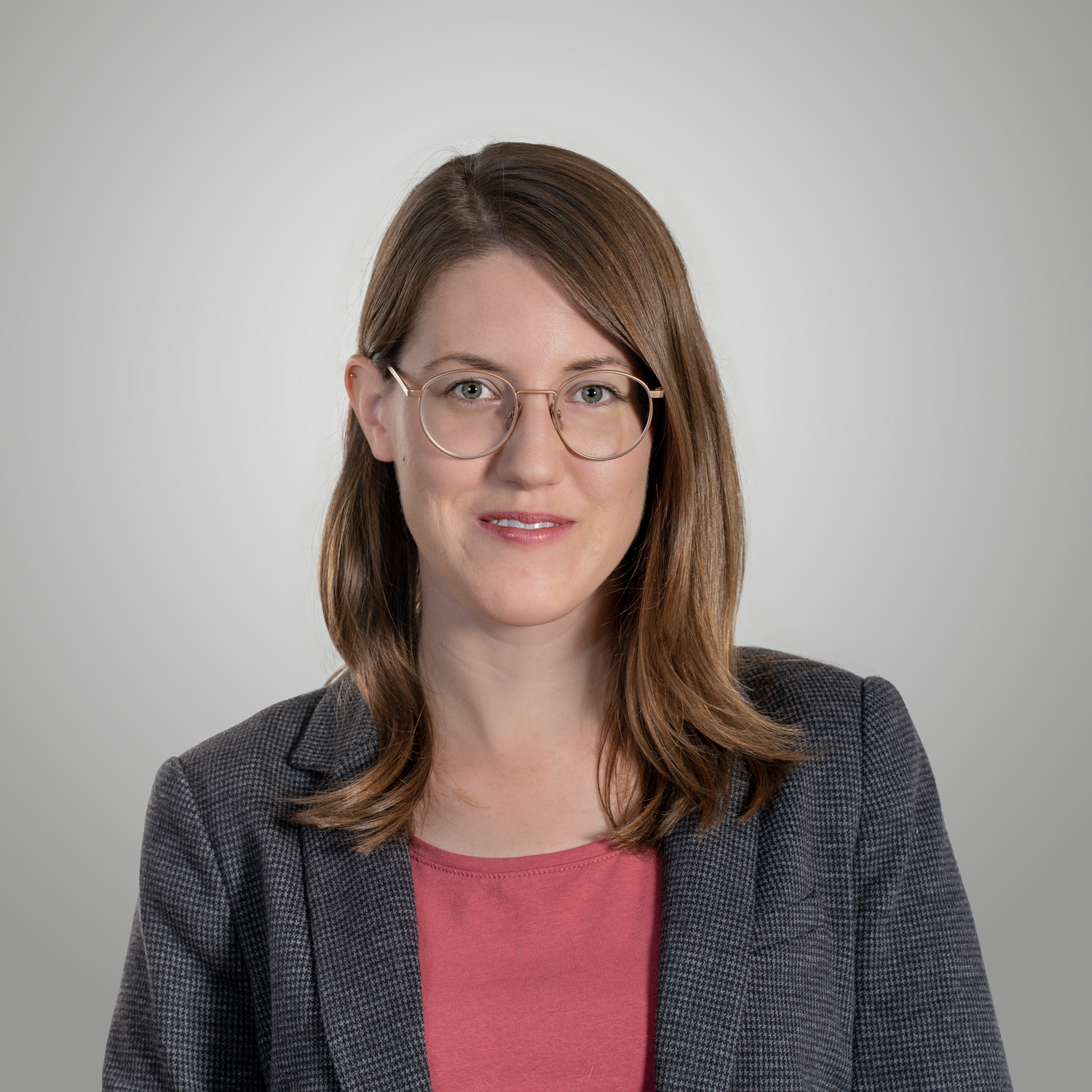
Miriam Dahlke, 2022

Miriam Dahlke (* 13. Februar 1989 in Frankfurt am Main) ist eine deutsche Politikerin (Bündnis 90/Die Grünen) und seit dem 18. Januar 2019 Mitglied des Hessischen Landtags. Sie ist parlamentarische Geschäftsführerin der Fraktion Bündnis 90/Die Grünen im Hessischen Landtag und deren haushalts- und finanzpolitische Sprecherin.

## Leben
Dahlke wuchs in Rödelheim auf und beendete ihre Schulbildung 2008 an der Liebigschule in Frankfurt-Westhausen mit dem Abitur und absolvierte im Anschluss ein duales Studium der Betriebswirtschaftslehre. Von 2011 bis zu ihrer Wahl in den Landtag 2018 war sie als Angestellte der Deutschen Gesellschaft für Internationale Zusammenarbeit tätig. Seitdem ruht ihr Angestelltenverhältnis. 2014 schloss sie ihr berufsbegleitendes Masterstudium der Volkswirtschaftslehre an der Fernuniversität Hagen ab.

## Partei
2012 wurde Dahlke Mitglied von Bündnis 90/Die Grünen.  Sie trat 2016 bei der Kommunalwahl an und wurde in den Ortsbeirat des Frankfurter Ortsbezirks Mitte-West gewählt und bei der Kommunalwahl 2021 wiedergewählt. Dort übernahm sie bei den Grünen den Fraktionsvorsitz.
2018 kandidierte sie auf Anregung von Marcus Bocklet für das Direktmandat im Wahlkreis Frankfurt Main II und konnte sich überraschend gegen die Mitbewerber von CDU und SPD durchsetzen.
Von 2019 bis 2021 war Dahlke Beisitzerin im Kreisvorstand der Grünen in Frankfurt am Main. 2021 bewarb sich Dahlke als Vorsitzende („Sprecherin“) der Frankfurter Grünen. Sie unterlag im ersten Wahlgang gegen Julia Frank.

## Abgeordnete
Bei der Landtagswahl in Hessen 2018 gewann Dahlke mit 24,3 Prozent der Stimmen das Wahlkreismandat im Wahlkreis Frankfurt am Main II. Bei der Landtagswahl 2023 verlor Dahlke ihr Direktmandat im Wahlkreis Frankfurt am Main II an Tanja Jost (CDU). Durch ihre Positionierung auf der Landesliste gelang ihr jedoch der Einzug in den 21. Hessischen Landtag.
Im Landtag ist Dahlke Mitglied im Haushaltsausschuss, im Unterausschuss für Finanzcontrolling und Verwaltungssteuerung, im Europaausschuss und stellvertretendes Mitglied im Untersuchungsausschuss 20/1 (Walter Lübcke). Zusätzlich zu ihrem Wahlkreis Frankfurt am Main II ist sie innerhalb der Grünen regional für den Hochtaunuskreis zuständig. Unentgeltlich ist sie im Aufsichtsrat der Hessischen Staatsweingüter Kloster Eberbach.
Miriam Dahlke übernahm in Kooperation mit der Internationalen Gesellschaft für Menschenrechte eine politische Patenschaft für die iranische Bürgerrechtlerin Shakila Monfared sowie für die beiden Ukrainer Sergiy Tsyhipa und Oleksii Kyselov.

## Mitgliedschaften
Miriam Dahlke ist Mitglied der Europa-Union und der Deutsch-Israelischen Gesellschaft. Seit Juli 2022 ist Dahlke Vorsitzende des Eintracht-Frankfurt-Fanclubs im Hessischen Landtag als Nachfolgerin von Nancy Faeser.